# Esglésies de fusta de Maramureş
Les esglésies de fusta de Maramureş són un conjunt de vuit esglésies situades a la Província de Maramureș, al nord de Transsilvània (Romania). Aquest conjunt són una mostra clara de l'estil arquitectònic autòcton a l'hora de construir les esglésies: construïdes en fusta, amb una gran alçada, amb la part més alta de l'edificació acabada en punxa que sempre està situat a l'extrem occidental de l'edifici. Aquest estil és una mostra clara d'un art pròpiament característic originalment de la regió de Maramureş i estan clarament en consonància i relació a les característiques geogràfiques i climatològiques d'aquesta part de Romania. L'any 1999 la UNESCO va declarar les vuit esglésies més característiques de Maramureş Patrimoni de la Humanitat.
| Nom                                                                                         | Localitat     | Construïda l'any |
| ------------------------------------------------------------------------------------------- | ------------- | ---------------- |
| Església de fusta de Bârsana, dedicada a la Presentació de la Verge Maria davant del Temple | Bârsana       | 1720             |
| Església de Sant Parascheva                                                                 | Desești       | 1770             |
| Església del turó de Ieud, dedicada a la Nativitat de la Verge                              | Ieud          | 1750             |
| Església dels arcàngels Miquel i Gabriel de Plopiș                                          | Sişeşti       | 1798             |
| Església de Sant Nicolau                                                                    | Budeşti       | 1643             |
| Església Sant Parascheva de Poienile Izei                                                   | Poienile Izei | 1604             |
| Església dels Sants Arcàngels de Rogoz                                                      | Târgu-Lapuş   | 1663             |
| Església dels arcàngels Miquel i Gabriel de Șurdești                                        | Suseşti       | 1767             |